# Lejeunea hibernica
Lejeunea hibernica là một loài Rêu trong họ Lejeuneaceae. Loài này được Bischl., H.A. Mill. & Bonner ex Grolle mô tả khoa học đầu tiên năm 1975.